# جوني هيل (مغني)
جوني هيل (بالألمانية: Jonny Hill)‏ هو مغني نمساوي، ولد في 27 يوليو 1940 في غراتس في النمسا.

## وصلات خارجية
- جوني هيل على موقع IMDb (الإنجليزية)
- جوني هيل على موقع ميوزك برينز (الإنجليزية)
- جوني هيل على موقع ديسكوغز (الإنجليزية)